# Сидер Крест (Њу Мексико)
Сидер Крест (енгл. Cedar Crest) насељено је место без административног статуса у америчкој савезној држави Њу Мексико.

## Демографија
По попису из 2010. године број становника је 958, што је 102 (-9,6%) становника мање него 2000. године.
| Група             | 2000.       | 2010.       |
| Белци             | 796 (75,1%) | 711 (74,2%) |
| Афроамериканци    | 13 (1,2%)   | 4 (0,4%)    |
| Азијати           | 12 (1,1%)   | 10 (1,0%)   |
| Хиспаноамериканци | 210 (19,8%) | 194 (20,3%) |
| Укупно            | 1.060       | 958         |